# Balazar (Póvoa de Varzim)
Balazar (a veces también aparece bajo la grafía Balasar) es una freguesia portuguesa del municipio de Póvoa de Varzim, con 11,57 km² de área y 2475 habitantes (2001). Densidad: 213,9 h/km².
Balazar es la freguesia que más lejos se sitúa de la ciudad (14 km), y también la más interior y la más accidentada. Es una freguesia bastante dinámica y reconocida por todo el país debido Alexandrina Maria da Costa, fallecida en 1955, la cual ganó inmediatamente fama de santa, y que fue beatificada por el Papa Juan Pablo II.

## Geografía
Situada en el extremo oriental del municipio, dista 14 km del centro de Póvoa de Varzim. Limita con Rates y con los municipios de Vila Nova de Famalicão, Barcelos y Vila do Conde.
La freguesia está dividida en 22 lugares: Agrelos, Além, Bouça Velha, Calvário, Caminho Largo, Casal, Cruz, Escariz, Fontaínhas, Gandra, Gestrins, Gresufes, Guardinhos, Lousadelo, Matinho, Monte Tapado, Outeiro, Quinta, Telo, Terra Ruim, Vela y Vila Pouca.

## Economía
Balazar es una zona predominantemente rural, y su actividad principal es la agricultura, pero también existe una industria textil y de construcción civil.